# Арданівське городище
Арданівське городище — розташоване на північно-східній окраїні с.Арданово, в урочищі Богуслав (406 м над рівнем моря). За розміром городище мало овальну неправильну форму, площею 25-га (700 х 350 м).З трьох боків урочище обмежене валом (півночі, сходу і півдня), із заходу - природним урвищем. В деяких місцях насип валу досягає 2х метрів. 
У 2010 - 2011 роках експедицією Ужгородського національного університету були проведені додаткові дослідження біля с.Арданово (ур.Богуслав) Іршавського району Закарпатської обл. України. Отримані матеріали підтвердили, що Арданівське городище існувало в період X - VIII ст. до н.е., а приблизно через два тисячоліття тут з’явилося нове населення, яке використало гальштатські фортифікаційні споруди.